# Sheika Scott
Sheika Scott, née le 22 octobre 2006 à Talamanca au Costa Rica, est une footballeuse internationale costaricienne.
Elle joue pour le Liga Deportiva Alajuelense en première division dans le championnat du Costa Rica féminin de football et à l'international pour l'équipe nationale féminine du Costa Rica.
Elle remporte le soulier d'or dans le championnat d'Amérique du Nord, centrale et Caraïbe féminin de football des moins de 20 ans, et elle est sélectionnée pour participer à la Coupe du monde féminine de football 2023. Sheika Scott peut jouer comme milieu offensive, ainsi que comme attaquante.

## Biographie

### En club

#### Avec le Municipal Pococí
Sheika Scott devient le 8 août 2021 la plus jeune joueuse à marquer en première division féminine du Costa Rica, à seulement 14 ans, pour le club du Municipal Pococi.

#### Avec Alajuelense
Le 22 décembre 2022, Sheika Scott est engagée contractuellement par le Liga Deportiva Alajuelense pour un contrat d'un an,. Elle participe le 15 janvier 2023 à la Super Coupe du Costa Rica, pour ses débuts, contre le Sporting F.C. féminin (es). Sheika Scott rentre à la 60e minute du match en remplacement de Shirley Cruz ; Alajuelense perd contre le Sporting aux tirs au but par 1–3.
Sheika Scott joue son premier match complet avec le club le 27 janvier 2023 pour la première rencontre de la saison, Apertura 2023 affrontant le Sporting FC, un match qui se termine par une égalité 1-1. Le 5 février, elle affronte le Club Sport Herediano Femenino (es) pour le deuxième match de la saison, et elle marque son premier but avec l'équipe rouge et noire à la 32e minute, Alajuelense remporte le match 4-0.

### En sélection
Le 4 novembre 2022, Sheika Scott est sélectionnée par Amelia Valverde pour représenter l'équipe du Costa Rica lors de deux matches amicaux. Elle fait ses débuts avec l'équipe senior le 11 novembre 2022 suivant, en remplacement de Carolina Venegas lors d'un match amical contre l'équipe féminine des Pays-Bas, au cours duquel ils sont battus sur le score de 4-0. Quatre jours plus tard, ils affrontent l'équipe du Portugal, où Sheika Scott entre à la 62e minute en remplacement de Yerling Ovares (es), le match se terminant par une défaite 1-0.
Sheika Scott remporte en juin 2023 le soulier d'or du Championnat d'Amérique du Nord, centrale et Caraïbe féminin de football des moins de 20 ans (U-20 de la CONCACAF) 2023, pour un hat-trick et un total de six buts marqués dans le tournoi.
Elle est sélectionnée le 6 juillet 2023 parmi les 23 joueuses du Costa Rica choisies pour disputer la Coupe du monde féminine 2023,.

## Palmarès
- Soulier d'or du Championnat féminin U-20 de la CONCACAF 2023[10].